# 福尔里弗 (马萨诸塞州)
福尔里弗（英語：Fall River）是美国麻萨诸塞州南部的一个重要城市。位於布里斯托尔县，過去曾以紡織業聞名全美，但現今已轉往它處，市區內仍可見許多過去工廠遺址。其官方座右銘是We'll try（我們勇於嘗試），可追溯至1843年的大火善後。綽號為「獎學金之城」，因歐文·佛萊德金博士在此創辦獎學金制度。C. Samuel Sutter為現任市長。

## 地理

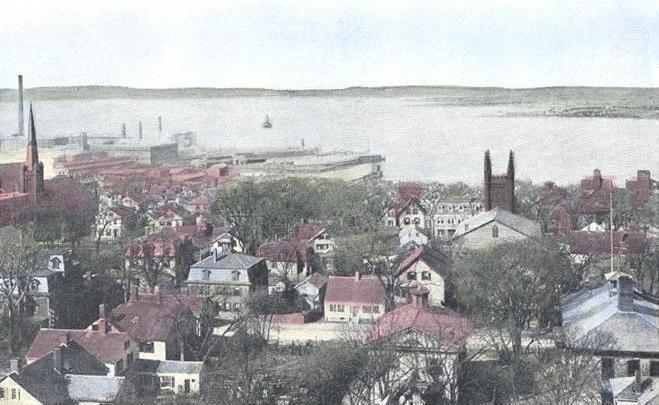
1905年福尔里弗“湾景”明信片

根据美国人口调查局数据，福尔里弗市总面积为39.2平方英里（102平方），其中31.0平方英里（80.3平方）为陆地，8.2平方英里（21平方）(18.84%)为水。

## 教育
- Bristol Community College